# Komisariat Straży Granicznej „Cieszyn”

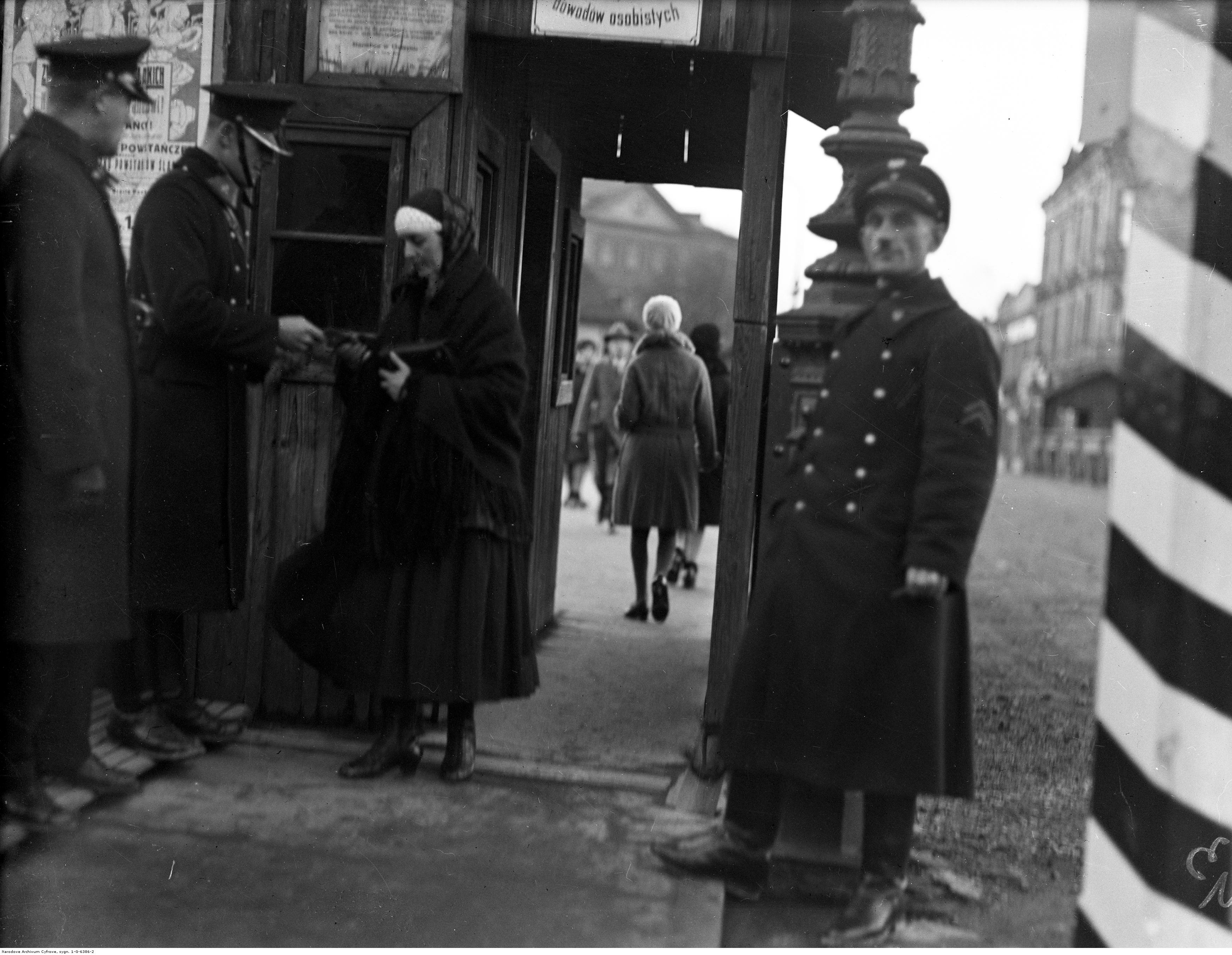
Posterunek graniczny na moście w Cieszynie

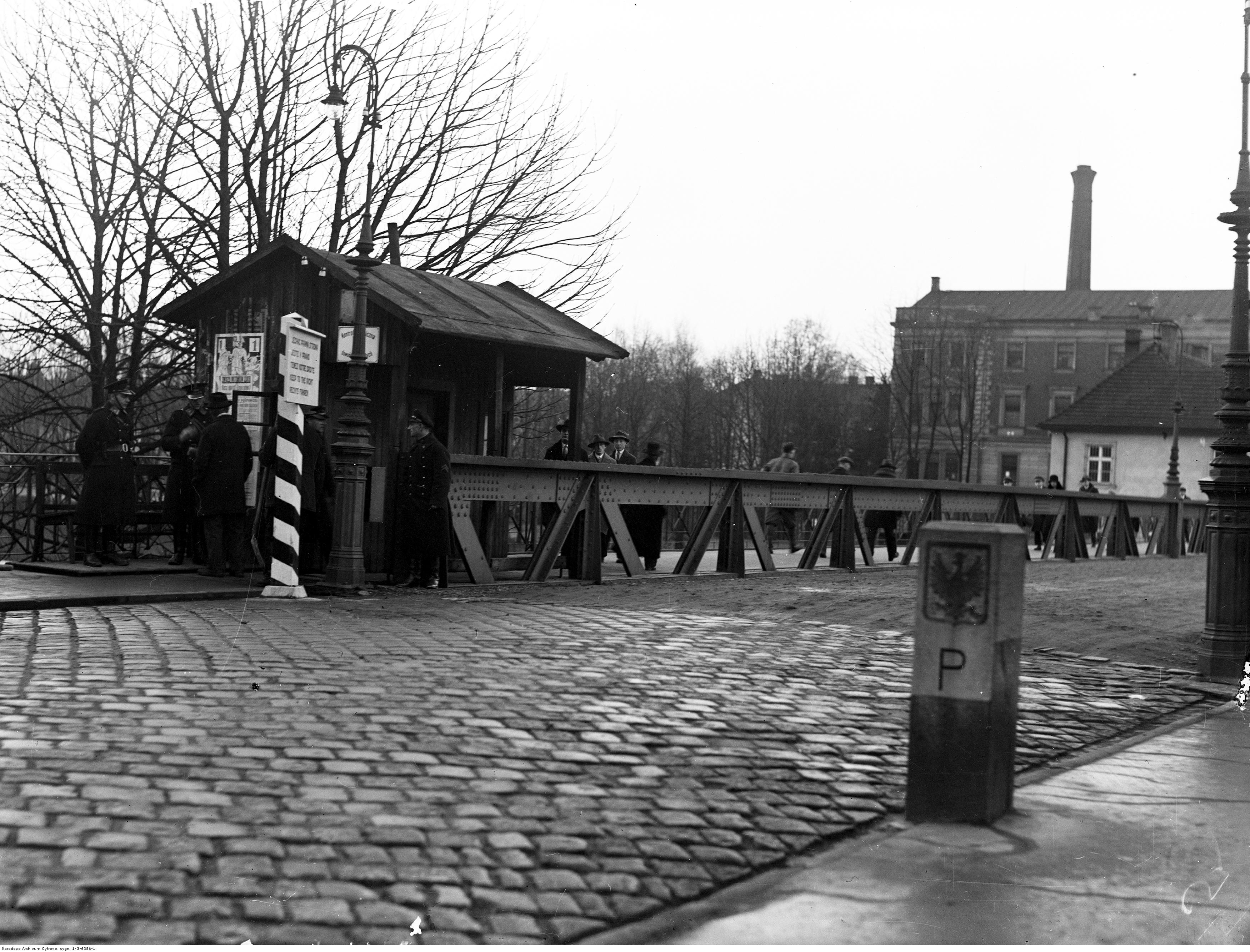
Posterunek graniczny na moście w Cieszynie

Komisariat Straży Granicznej „Cieszyn” – jednostka organizacyjna Straży Granicznej pełniąca służbę ochronną na granicy polsko-czechosłowackiej w latach 1928–1939.

## Geneza
Na wniosek Ministerstwa Skarbu, uchwałą z 10 marca 1920 roku, powołano do życia Straż Celną. Proces tworzenia Straży Celnej trwał do końca 1922 roku.
Komisariat Straży Celnej „Cieszyn”, wraz ze swoimi placówkami granicznymi, wszedł w podporządkowanie Inspektoratu Granicznego Straży Celnej „Cieszyn”.
W drugiej połowie 1927 roku przystąpiono do gruntownej reorganizacji Straży Celnej. W praktyce skutkowało to rozwiązaniem tej formacji granicznej.
Rozkazem nr 4 z 30 kwietnia 1928 roku w sprawie organizacji Śląskiego Inspektoratu Okręgowego dowódca Straży Granicznej gen. bryg. Stefan Pasławski powołał komisariat Straży Granicznej „Cieszyn”, który przejął ochronę granicy od rozwiązywanego komisariatu Straży Celnej.

## Formowanie i zmiany organizacyjne
Rozporządzeniem Prezydenta Rzeczypospolitej Polskiej Ignacego Mościckiego z 22 marca 1928 roku, do ochrony północnej, zachodniej i południowej granicy państwa, a w szczególności do ich ochrony celnej, powoływano z dniem 2 kwietnia 1928 roku Straż Graniczną.
Rozkazem nr 4 z 30 kwietnia 1928 roku w sprawie organizacji Śląskiego Inspektoratu Okręgowego dowódca Straży Granicznej gen. bryg. Stefan Pasławski przydzielił komisariat „Cieszyn” do Inspektoratu Granicznego nr 17 „Biała” i określił jego strukturę organizacyjną.
Rozkazem nr 10 z 5 listopada 1929 roku w sprawie reorganizacji Śląskiego Inspektoratu Okręgowego dowódca Straży Granicznej płk Jan Jur-Gorzechowski określił numer i nową strukturę komisariatu.
Rozkazem nr 3 z 27 lipca 1936 roku w sprawach reorganizacji placówek i zmian przydziałów, dowódca Straży Granicznej płk Jan Gorzechowski wyłączył placówkę I linii „Pogwizdów” z komisariatu Straży Granicznej „Zebrzydowice” i przydzielił do komisariatu Straży Granicznej „Cieszyn”.
Rozkazem nr 3 z 8 września 1938 roku w sprawach reorganizacji jednostek na terenach Śląskiego, Zachodniomałopolskiego i Wschodniomałopolskiego okręgów Straży Granicznej, a także utworzenia nowych komisariatów i placówek, komendant Straży Granicznej płk Jan Gorzechowski, działając na podstawie upoważnienia Ministra Skarbu z 14 października 1938 roku zarządził przeniesienie siedzib komendy obwodu „Bielsko” do Cieszyna, a komisariatu i placówki II linii „Cieszyn” do Cierlicka Górnego. Ponadto komisariat „Cieszyn” miał zorganizować nowe placówki linii w miejscowościach: Domasławice Górne, Sobieszowice Górne, Błędowice Dolne, oraz zapewnić częściową obsadę personalną nowo utworzonego komisariatu Straży Granicznej „Ligotka Kameralna”.

## Służba graniczna
Sąsiednie komisariaty:
- komisariat Straży Granicznej „Zebrzydowice” ⇔ komisariat Straży Granicznej „Ustroń” – 1928

## Kierownicy/komendanci komisariatu
| stopień  | imię i nazwisko       | okres pełnienia służby  | kolejne stanowisko                      |
| -------- | --------------------- | ----------------------- | --------------------------------------- |
| komisarz | Włodzimierz Krogulski | 1 VII 1928 – 22 VI 1929 | kierownik komisariatu „Tarnowskie Góry” |
| komisarz | Wilhelm Pfister       | był II 1933             |                                         |
| komisarz | Henryk Roszkowski     | 10 XI 1933 – był X 1935 |                                         |
| komisarz | Edward Fox            | 1 VI 1938 - 29 X 1938   | kwatermistrz K.Ob. „Cieszyn”            |

## Struktura organizacyjna

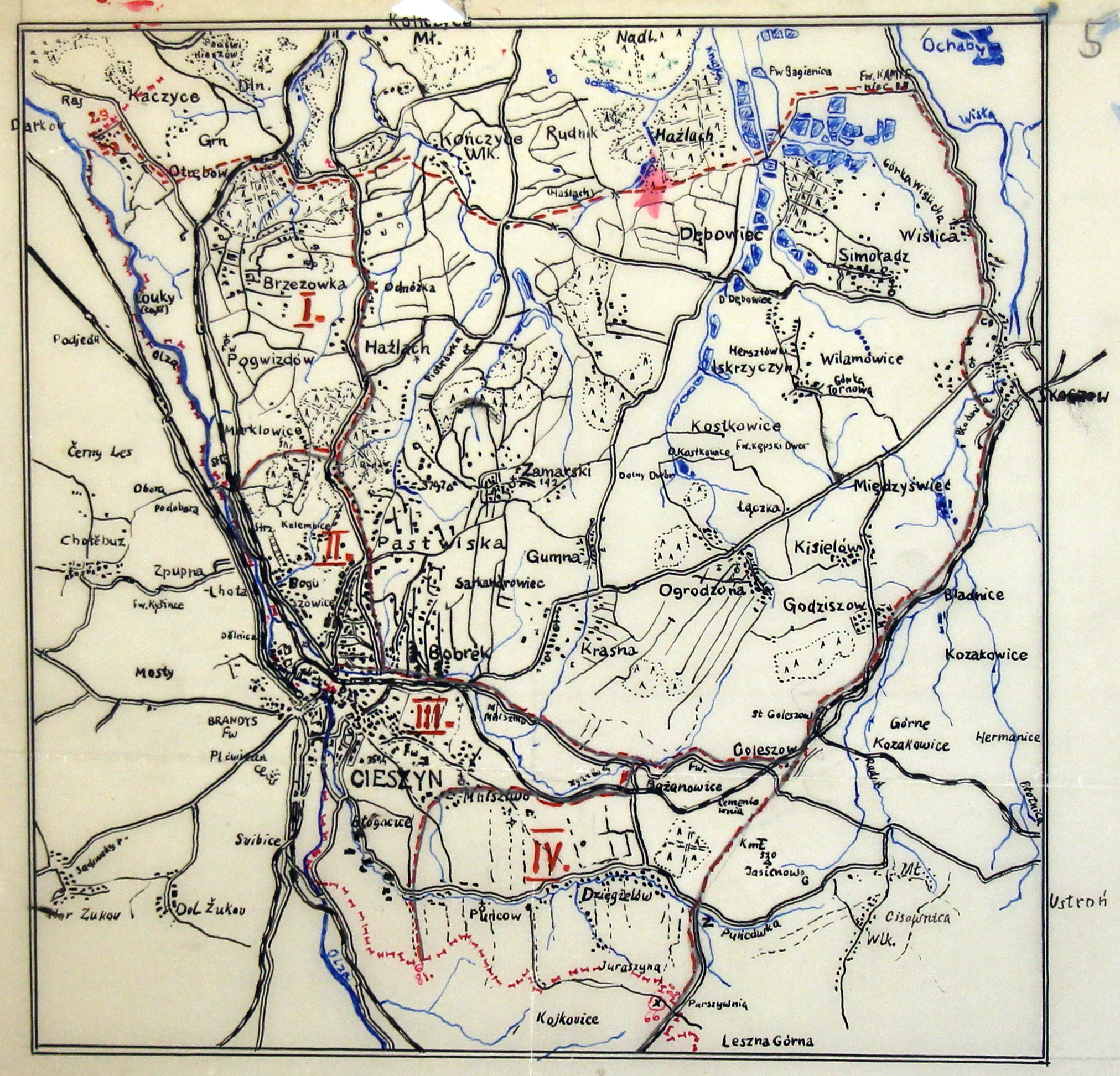
Szkic komisariatu SG „Cieszyn”

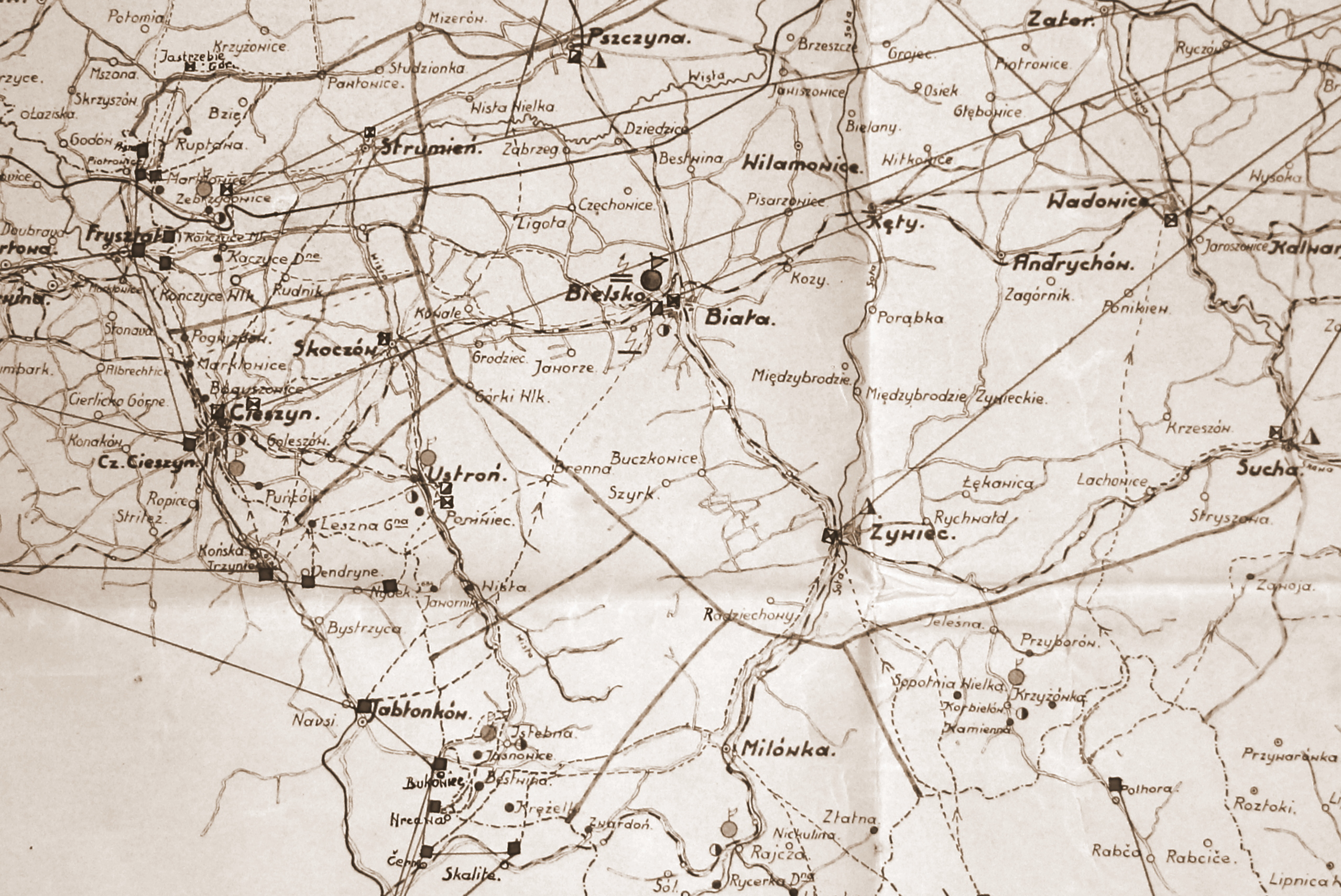
Mapa Inspektoratu „Bielsko” z naniesionymi szlakami i punktami przemytniczymi

Organizacja komisariatu w kwietniu 1928:
- komenda – Cieszyn
- placówka Straży Granicznej I linii „Boguszowice”
- placówka Straży Granicznej I linii „Cieszyn”
- placówka Straży Granicznej I linii „Puńców”
- placówka Straży Granicznej II linii „Cieszyn”

Organizacja komisariatu w listopadzie 1929:
- 1/17 komenda – Cieszyn
- placówka Straży Granicznej I linii „Boguszowice”
- placówka Straży Granicznej I linii „Cieszyn”
- placówka Straży Granicznej I linii „Puńców”
- placówka Straży Granicznej II linii „Bielsko”
- placówka Straży Granicznej II linii „Cieszyn”

Organizacja komisariatu w 1935:
- komenda – Cieszyn
- placówka Straży Granicznej I linii „Boguszowice”
- placówka Straży Granicznej I linii „Cieszyn”
- placówka Straży Granicznej I linii „Puńców”
- placówka Straży Granicznej II linii „Cieszyn”